# Eragrostis chiquitaniensis
Eragrostis chiquitaniensis là một loài thực vật có hoa trong họ Hòa thảo. Loài này được Killeen mô tả khoa học đầu tiên năm 1990.